# Ernobiinae
Ernobiinae là một phân họ của họ bọ cánh cứng thuộc họ Ptinidae.